# Ádám Pintér
Ádám Pintér (Balassagyarmat, 12 juni 1988) is een Hongaars voormalig voetballer die doorgaans speelde als middenvelder. Tussen 2006 en 2021 speelde hij voor MTK Boedapest, Real Zaragoza, Tom Tomsk, Levadiakos, Ferencváros, Greuther Fürth en opnieuw MTK Boedapest. Pintér maakte in 2010 zijn debuut in het Hongaars voetbalelftal en kwam uiteindelijk tot negenentwintig interlands.

## Clubcarrière
Pintér speelde tussen 2003 en 2004 in de jeugd van Balassagyarmat SE, waarna hij verkaste naar de opleiding van MTK Boedapest. Voor die club maakte hij zijn debuut op 29 juli 2006, toen met 4–0 gewonnen werd van Rákospalotai EAC. De middenvelder mocht veertien minuten voor het einde van de wedstrijd als invaller zijn entree maken. Aan het einde van het seizoen tekende Pintér voor zijn eerste doelpunt als professioneel voetballer. Hij mocht in de basis starten tegen Diósgyőr en na zesendertig minuten spelen opende hij op aangeven van Ádám Hrepka de score. Uiteindelijk won MTK met 4–2. In zijn tweede seizoen bij MTK werd de club Hongaars landskampioen. In 2010 werd hij voor twee miljoen euro overgenomen door Real Zaragoza, waar hij voor vier jaar tekende. Pintér speelde drie seizoenen in dienst van Zaragoza. In de zomer van 2013 liet de Hongaarse middenvelder zijn contract ontbinden bij de Spaanse club. Na zijn vertrek bij Zaragoza tekende Pintér voor één jaar in Rusland, waar hij voor Tom Tomsk ging spelen. Na een jaar verkaste hij opnieuw, nu naar het Griekse Levadiakos. In 2015 keerde Pintér terug naar zijn geboorteland, waar hij voor Ferencváros tekende. Anderhalf jaar later maakte de middenvelder de overstap naar Greuther Fürth, waar hij zijn handtekening zette onder een verbintenis tot medio 2018, met een optie op een seizoen extra. Deze optie werd niet gelicht en in juli 2018 liet Pintér de club achter zich. Hierop keerde de Hongaar terug naar de club waar zijn loopbaan ooit begonnen was, MTK Boedapest. Hier tekende hij voor vier seizoenen. Na drie jaar zette Pintér op 33-jarige leeftijd een punt achter zijn loopbaan.

## Clubstatistieken
| Seizoen | Club           | Competitie        | Competitie | Competitie | Beker | Beker | Internationaal | Internationaal | Totaal | Totaal |
| Seizoen | Club           | Competitie        | Wed.       | Dlp.       | Wed.  | Dlp.  | Wed.           | Dlp.           | Wed.   | Dlp.   |
| ------- | -------------- | ----------------- | ---------- | ---------- | ----- | ----- | -------------- | -------------- | ------ | ------ |
| 2006/07 | MTK Boedapest  | Nemzeti Bajnokság | 20         | 1          | ?     | ?     | —              | —              | 20     | 1      |
| 2007/08 | MTK Boedapest  | Nemzeti Bajnokság | 26         | 2          | ?     | ?     | —              | —              | 26     | 2      |
| 2008/09 | MTK Boedapest  | Nemzeti Bajnokság | 16         | 0          | 3     | 1     | 2              | 0              | 21     | 1      |
| 2009/10 | MTK Boedapest  | Nemzeti Bajnokság | 26         | 0          | 5     | 1     | —              | —              | 31     | 1      |
| 2010/11 | MTK Boedapest  | Nemzeti Bajnokság | 4          | 1          | 0     | 0     | —              | —              | 4      | 1      |
| 2010/11 | Real Zaragoza  | Primera División  | 9          | 0          | 2     | 0     | —              | —              | 11     | 0      |
| 2011/12 | Real Zaragoza  | Primera División  | 17         | 0          | 0     | 0     | —              | —              | 17     | 0      |
| 2012/13 | Real Zaragoza  | Primera División  | 18         | 0          | 2     | 0     | —              | —              | 20     | 0      |
| 2013/14 | Tom Tomsk      | Premjer-Liga      | 9          | 0          | 4     | 0     | —              | —              | 13     | 0      |
| 2014/15 | Levadiakos     | Super League      | 14         | 0          | 3     | 0     | —              | —              | 17     | 0      |
| 2015/16 | Ferecváros     | Nemzeti Bajnokság | 18         | 2          | 7     | 1     | 0              | 0              | 25     | 3      |
| 2016/17 | Ferecváros     | Nemzeti Bajnokság | 11         | 0          | 0     | 0     | 2              | 0              | 13     | 0      |
| 2016/17 | Greuther Fürth | 2. Bundesliga     | 13         | 0          | 1     | 0     | —              | —              | 14     | 0      |
| 2017/18 | Greuther Fürth | 2. Bundesliga     | 10         | 0          | 0     | 0     | —              | —              | 10     | 0      |
| 2018/19 | MTK Boedapest  | Nemzeti Bajnokság | 24         | 0          | 0     | 0     | —              | —              | 24     | 0      |
| 2019/20 | MTK Boedapest  | Nemzeti Bajnokság | 20         | 0          | 3     | 0     | —              | —              | 23     | 0      |
| 2020/21 | MTK Boedapest  | Nemzeti Bajnokság | 7          | 0          | 0     | 0     | —              | —              | 7      | 0      |
| Totaal  | Totaal         | Totaal            | 262        | 6          | 30    | 3     | 4              | 0              | 296    | 9      |

## Interlandcarrière
Pintér maakte zijn debuut in het Hongaars voetbalelftal op 12 oktober 2010, toen met 1–2 gewonnen werd op bezoek bij Finland. Ádám Szalai opende vier minuten na rust de score. Vier minuten voor het einde van het duel tekende Mikael Forssell voor de gelijkmaker, maar in de blessuretijd schoot Balázs Dzsudzsák de Hongaren op voorsprong. Pintér moest van bondscoach Sándor Egervári als reservespeler aan het duel beginnen en na vijfenzeventig minuten kwam hij als vervanger voor Krisztián Vadócz het veld in. Met Hongarije nam Pintér in juni 2016 deel aan het Europees kampioenschap voetbal 2016. Hongarije werd in de achtste finale uitgeschakeld door België (0–4), nadat het in de groepsfase als winnaar boven IJsland en Portugal was geëindigd. Pintér kwam op het EK in drie wedstrijden in actie. Tegen Oostenrijk viel hij een minuut voor tijd in voor Krisztián Németh, tegen Portugal speelde hij het gehele duel mee en tegen de Belgen werd hij een kwartier voor tijd gewisseld voor Nemanja Nikolić. Zijn toenmalige teamgenoten Stanislav Šesták (Slowakije), Dénes Dibusz, Ádám Nagy, Dániel Böde en Zoltán Gera (allen eveneens Hongarije) deden ook mee aan het EK.
| Interlands van Ádám Pintér voor Hongarije | Interlands van Ádám Pintér voor Hongarije | Interlands van Ádám Pintér voor Hongarije | Interlands van Ádám Pintér voor Hongarije | Interlands van Ádám Pintér voor Hongarije | Interlands van Ádám Pintér voor Hongarije | Interlands van Ádám Pintér voor Hongarije |
| №                                         | Datum                                     | Wedstrijd                                 | Uitslag                                   | Competitie                                | Goals                                     |                                           |
| Als speler bij Real Zaragoza              | Als speler bij Real Zaragoza              | Als speler bij Real Zaragoza              | Als speler bij Real Zaragoza              | Als speler bij Real Zaragoza              | Als speler bij Real Zaragoza              | Als speler bij Real Zaragoza              |
| ----------------------------------------- | ----------------------------------------- | ----------------------------------------- | ----------------------------------------- | ----------------------------------------- | ----------------------------------------- | ----------------------------------------- |
| 1                                         | 12 oktober 2010                           | Finland – Hongarije                       | 1 – 2                                     | EK 2012 kwalificatie                      |                                           |                                           |
| 2                                         | 17 november 2010                          | Hongarije – Litouwen                      | 2 – 0                                     | Vriendschappelijk                         |                                           |                                           |
| 3                                         | 29 maart 2011                             | Nederland – Hongarije                     | 5 – 3                                     | EK 2012 kwalificatie                      |                                           |                                           |
| 4                                         | 3 juni 2011                               | Luxemburg – Hongarije                     | 0 – 1                                     | Vriendschappelijk                         |                                           |                                           |
| 5                                         | 7 juni 2011                               | San Marino – Hongarije                    | 0 – 3                                     | EK 2012 kwalificatie                      |                                           |                                           |
| 6                                         | 2 september 2011                          | Hongarije – Zweden                        | 2 – 1                                     | EK 2012 kwalificatie                      |                                           |                                           |
| 7                                         | 6 september 2011                          | Moldavië – Hongarije                      | 0 – 2                                     | EK 2012 kwalificatie                      |                                           |                                           |
| 8                                         | 29 februari 2012                          | Hongarije – Bulgarije                     | 1 – 1                                     | Vriendschappelijk                         |                                           |                                           |
| 9                                         | 1 juni 2012                               | Tsjechië – Hongarije                      | 1 – 2                                     | Vriendschappelijk                         |                                           |                                           |
| 10                                        | 4 juni 2012                               | Hongarije – Ierland                       | 0 – 0                                     | Vriendschappelijk                         |                                           |                                           |
| 11                                        | 15 augustus 2012                          | Hongarije – Israël                        | 1 – 1                                     | Vriendschappelijk                         |                                           |                                           |
| 12                                        | 16 oktober 2012                           | Hongarije – Turkije                       | 3 – 1                                     | WK 2014 kwalificatie                      |                                           |                                           |
| 13                                        | 14 november 2012                          | Hongarije – Noorwegen                     | 0 – 2                                     | Vriendschappelijk                         |                                           |                                           |
| 14                                        | 6 februari 2013                           | Hongarije – Wit-Rusland                   | 1 – 1                                     | Vriendschappelijk                         |                                           |                                           |
| 15                                        | 22 maart 2013                             | Hongarije – Roemenië                      | 2 – 2                                     | WK 2014 kwalificatie                      |                                           |                                           |
| 16                                        | 26 maart 2013                             | Turkije – Hongarije                       | 1 – 1                                     | WK 2014 kwalificatie                      |                                           |                                           |
| 17                                        | 14 augustus 2013                          | Hongarije – Tsjechië                      | 1 – 1                                     | Vriendschappelijk                         |                                           |                                           |
| Als speler bij Levadiakos                 |                                           |                                           |                                           |                                           |                                           |                                           |
| 18                                        | 29 maart 2015                             | Hongarije – Griekenland                   | 0 – 0                                     | EK 2016 kwalificatie                      |                                           |                                           |
| Als speler bij Ferencváros                |                                           |                                           |                                           |                                           |                                           |                                           |
| 19                                        | 15 november 2015                          | Hongarije – Noorwegen                     | 2 – 1                                     | EK 2016 kwalificatie                      |                                           |                                           |
| 20                                        | 20 mei 2016                               | Hongarije – Ivoorkust                     | 0 – 0                                     | Vriendschappelijk                         |                                           |                                           |
| 21                                        | 4 juni 2016                               | Duitsland – Hongarije                     | 2 – 0                                     | Vriendschappelijk                         |                                           |                                           |
| 22                                        | 14 juni 2016                              | Oostenrijk – Hongarije                    | 0 – 2                                     | EK 2016                                   |                                           |                                           |
| 23                                        | 22 juni 2016                              | Hongarije – Portugal                      | 3 – 3                                     | EK 2016                                   |                                           |                                           |
| 24                                        | 26 juni 2016                              | Hongarije – België                        | 0 – 4                                     | EK 2016                                   |                                           |                                           |
| 25                                        | 15 november 2016                          | Hongarije – Zweden                        | 0 – 2                                     | Vriendschappelijk                         |                                           |                                           |
| Als speler bij Greuther Fürth             |                                           |                                           |                                           |                                           |                                           |                                           |
| 26                                        | 25 maart 2017                             | Portugal – Hongarije                      | 3 – 0                                     | WK 2018 kwalificatie                      |                                           |                                           |
| 27                                        | 3 september 2017                          | Hongarije – Portugal                      | 0 – 1                                     | WK 2018 kwalificatie                      |                                           |                                           |
| 28                                        | 23 maart 2018                             | Hongarije – Kazachstan                    | 2 – 3                                     | Vriendschappelijk                         |                                           |                                           |
| 29                                        | 27 maart 2018                             | Hongarije – Schotland                     | 0 – 1                                     | Vriendschappelijk                         |                                           |                                           |

## Erelijst
| Competitie        |               |               |               |               |
| Competitie        | Aantal        | Jaren         |               |               |
| MTK Boedapest     | MTK Boedapest | MTK Boedapest | MTK Boedapest | MTK Boedapest |
| ----------------- | ------------- | ------------- | ------------- | ------------- |
| Nemzeti Bajnokság | 1             | 2007/08       |               |               |
| Supercup          | 1             | 2008/09       |               |               |
| Ferencváros       |               |               |               |               |
| Nemzeti Bajnokság | 1             | 2015/16       |               |               |
| Magyar Kupa       | 1             | 2015/16       |               |               |